# Sieranie
Sieranie – osada w Polsce położona w województwie zachodniopomorskim, w powiecie koszalińskim, w gminie Świeszyno. Osada wchodzi w skład sołectwa Zegrze Pomorskie. Na wschód od osady znajduje się lotnisko Koszalin-Zegrze Pomorskie.
Według danych z końca grudnia 1999 r. osada miała 170 mieszkańców.
W latach 1975–1998 miejscowość administracyjnie należała do województwa koszalińskiego.